# Lantos Péter
Lantos Péter László (Makó, 1939. október 22. –) magyar orvos, neuropatológus, egyetemi tanár. Több mint 400 közlemény szerzője.

## Életpályája
Szülei: Leipniker Sándor és Somló (Schwarz) Ilona voltak.  1954–1958 között a makói József Attila Gimnázium diákja volt. Egyetemi tanulmányait a Szegedi Orvostudományi Egyetemen végezte 1958–1964 között. 1964–1968 között a SZOTE Kórbonctani Intézetének tanársegéde volt. 1961-ben változtatta meg nevét Leipniker-ről Lantosra. 1968–1969 között Londonban volt ösztöndíjas. 1969–1972 között a Middlesex Kórház tudományos munkatársa, 1973–1976 között neuropatológiai előadója, 1976–1980 között főelőadója volt. 1973-ban PhD fokozatot szerzett Londonban. 1980 óta a King's College Pszichiátriai Intézet professzora. 1995 óta a King's Healthcare Neuropatológiai Központ igazgatója. 2001 óta az angol Orvostudományi Akadémia tagja. 2002-ben nyugdíjba vonult.

## Művei
- Párhuzamos utak (2006)
- Sínek és sorsok (regény, 2009)
- A fiú, aki nem akart meghalni, Kolibri kiadó, 2024 - The Boy Who Didn't Want to Die, Scholastic London, 2023

## Díjai
- A Brit Birodalom Érdemrendje (2021)
- Makó város díszpolgára (2022)